# Bourges pendant la Seconde Guerre mondiale
Comme beaucoup de villes françaises, Bourges, occupée dès le 19 juin 1940, vit entre 1940 et 1944 « à l'heure allemande »,  au rythme des avis de l'occupant placardés dans la ville afin de contrôler la population. La censure, le rationnement ainsi que les privations deviennent leur lot quotidien. Cependant du fait, entre autres, de sa proximité géographique avec la ligne de démarcation , la ville voit se développer de nombreux mouvements de résistance qui n'ont de cesse de s'opposer à l'occupant de diverses façons. La population va également subir les arrestations, la répression et la déportation. C'est finalement le 6 septembre 1944, que la capitale berrichonne est libérée. Les troupes allemandes s'en vont et les résistants reprennent la ville.

## Le contexte historique: Bourges et le Cher en 1940

### Bourges occupée
À la suite de la déclaration de guerre contre l'Allemagne, le 3 septembre 1939, après l'invasion de la Pologne, l'armée allemande franchit la ligne Maginot le 10 mai 1940 avec une grande facilité. Le 14 juin, les Allemands entrent dans Paris, et continuent leur progression vers le Sud.
Des bombardements sur l'aéroport de Bourges ont lieu et les résistants prennent la décision de faire sauter les ponts traversant l'Auron, pour résister à l'armée allemande. Mais le maire refuse, préférant déclarer la ville ouverte, afin d'éviter les bombardements sur le centre historique et protéger la population berruyère.
Les Allemands entrent dans Bourges le 19 juin 1940 et s'y installent. Quelques tirailleurs sénégalais postés du côté de la prison du Bordiot et du quartier de la butte d'Archelet sont capturés ou tués. L'armée allemande envahit alors Bourges.

### La ligne de démarcation
L'armistice, le 22 juin 1940, a été accueillie par la population avec résignation mais aussi avec soulagement. L'article 2 prévoit la partition de la France en plusieurs parties. Le département du Cher est affecté par cette partition car il est divisé en deux : sa moitié sud appartient à la zone libre et l'autre moitié est occupée.

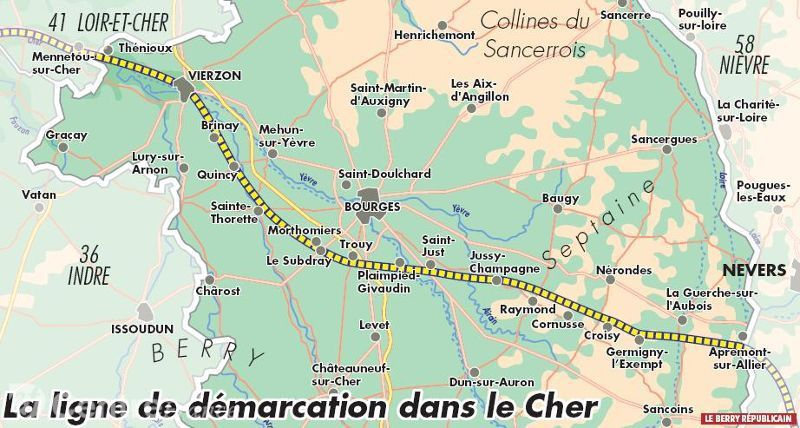

Dans le Cher, cette ligne longe le cours d'eau Le Cher de Thénioux à Preuilly. À travers la campagne elle rejoint ensuite au Subdray la route G.C.31 qu'elle emprunte jusqu'à Plaimpied-Givaudins. Ensuite, elle suit le canal du Berry jusqu'à Saint-Just et, à nouveau la route G.C.31 jusqu'au sud de Crosses. De là, elle rattrape, au nord de Jussy-Champagne, la route G.C.15 puis la route G.C.100 qui passe par Raymond, Ourouer-les-Bourdelins, Germigny-l'Exempt et La Chapelle-Hugon, tout cela constituant la frontière jusqu'à Apremont-sur-Allier.
En février 1941, la surveillance de la ligne est très rigoureuse, en effet la Wehrmacht et la douane contrôlent les points de passages officiels, organisant des patrouilles régulières dans les campagnes sur les bords du Cher et sur les routes frontalières. Les sentinelles allemandes n'hésitent pas à tirer si des personnes tentent illégalement de franchir la ligne de démarcation. Malgré les moyens mis en œuvre par les Nazis, des passeurs parviennent à fournir de faux laissez-passer, aident à faire passer du courrier, dénichent de faux papiers d'identité et réussissent à faire passer des passagers clandestins. Mais ces clandestins ne parviennent pas tous à rejoindre la zone libre. Certains sont arrêtés, puis envoyés aux prisons de Bourges et Orléans. Ceux qui arrivent à franchir la ligne ne sont pas sauvés pour autant. Les Juifs étrangers qui se font prendre en zone Sud par la police française sont envoyés, par lettre du préfet, dans des camps comme celui de Nexon, dirigés par le gouvernement de Vichy. D'autre part, les dénonciations sont nombreuses.

### Une vie quotidienne difficile
À Bourges comme ailleurs, les Allemands utilisent les autorités administratives françaises pour faire appliquer leurs décisions, tout en mettant en place une Feldkommandantur dans la capitale berrichonne et des Kreiskommandantur et des Ortskommandantur dans les autres sous-préfectures et villes moyennes. De ces différentes et multiples administrations, naît chez les berrichons un sentiment de très grande confusion. Des affiches sont placardées pour déterminer les attributions et les divers services. La gendarmerie départementale surveille rigoureusement le respect des règles.
Parmi celles-ci, il y a l'instauration d'un nouveau couvre-feu, de 21h à 5h, avec la mise en place de l'heure allemande. De plus, tous les drapeaux Français sont brûlés et remplacés par le drapeau orné d'une Croix gammée.
La ville de Bourges possédant un terrain d'aviation et une usine de fabrication aéronautique va faire l'objet d'une implantation d’escadrilles d'avions bombardiers allemands.

## La Collaboration dans le Cher
La collaboration est une notion bien plus complexe qu’on ne le croit. En effet, la collaboration dépend du contexte, qui est très particulier en 1940.
La défaite française et l’armistice signé le 22 juin 1940 sont une humiliation pour les Français. Ils se rattachent à leur chef, le Maréchal Pétain, qui met fin à la République le 10 juillet 1940. C’est le début du gouvernement de Vichy. Le 24 octobre 1940, Pétain rencontre Hitler à Montoire. Cette poignée de main scelle la collaboration entre les deux pays.
Elle prend différentes formes :
-        Officielle : tous ceux qui travaillent pour l’État français collaborent, avec comme chef Pétain. Ces personnes n’adhèrent pas forcément au nazisme, mais ils doivent faire appliquer les lois promulguées par Vichy, qui sont faites en lien avec les Allemands.
-        Économique : certaines entreprises n’ont pas le choix de travailler pour les Allemands sous peine de fermer, et les patrons d’être arrêtés.
-        Individuelle : l’engagement personnel dans la Milice, la LVF (Légion des Volontaires Français), voire la Gestapo pour les plus virulents.

### La Collaboration de l'Etat
L’État français, dirigé par le Maréchal Pétain, décide de collaborer avec les Allemands dès 1940. Tous les employés de l’État doivent donc collaborer, qu’ils soient en zone Nord ou Sud.
À Bourges, le préfet se doit d’obéir aux autorités allemandes installées dans la ville, mais aussi à Vichy, de qui il dépend.
Dans un document du 9 décembre 1940, le préfet demande la mise en application de la loi du 3 octobre 1940 sur le statut des Juifs. Il est envoyé à tous les maires, chefs d’entreprises, directeurs d’hôpitaux… du département (zone Nord). Le préfet définit ce qu’est un Juif, (Est regardé comme « Juif » pour l’application de la nouvelle loi « toute personne issue de trois grands-parents de race juive ou de deux grands-parents de la même race si son conjoint lui-même est Juif ») et quels sont les métiers à présent interdits. Les destinataires doivent alors justifier qu’ils n’emploient pas ou plus de Juifs.

### La Collaboration économique
Les entreprises françaises sont affectées par l’Occupation et par la ligne de démarcation.
À Bourges, l’entreprise Leiseing la subit aussi fortement. Cette entreprise de travaux publics doit effectuer des travaux pour les Allemands, ce qui ne l’enchante guère. Malgré les ralentissements qu’elle génère sur les commandes, les travaux sont faits. Les ordres des nazis sont clairs, soit ils sont faits, soit il y a des représailles. Son immeuble de Bourges est réquisitionné et l’oblige à déménager.
Cependant, après la guerre, l’entreprise Leiseing devra rendre des comptes à la justice, pour des motifs de collaborations. Elle est accusée de collaboration, alors que celle-ci n’a pas été voulue, mais faite sous la menace.
Une autre collaboration économique a lieu, c’est celle du STO (Service du Travail Obligatoire) en Allemagne. Des prospectus étaient envoyés aux habitants du Cher afin d’inciter les personnes à s’engager, même si celui-ci est rendu par la suite obligatoire.

### La Milice
La milice est créée le 30 janvier 1943 par Joseph Darnand. Elle est composée de 30 000 volontaires français, non juifs. Elle sert les intérêts allemands et vichystes et devient une force armée redoutée par les résistants. Ils participent aux arrestations et exécutions et sont partout sur le territoire.
La milice du Cher est dirigée par Roger Thévenot, assassiné en 1944. Elle est installée rue Calvin à Bourges et aussi à Saint-Amand-Montrond. Leurs victimes sont nombreuses : résistants,et juifs, raflés en juillet 1944. La moitié de ces derniers sont déportés, les autres sont massacrés aux puits de Guerry à Savigny-en-Septaine.

## Le développement des mouvements de Résistance
À la suite de l'armistice du 22 juin 1940, la France est occupée dans ses deux tiers : le département du Cher est lui coupé en deux parties par la ligne de démarcation. Au nord la zone occupée comprend les villes de Bourges, Vierzon et Avord. Cette partie comprend 190 000 habitants car c'est la zone la plus peuplée mais c'est aussi la zone la plus industrialisée. La zone non occupée, elle, comprend Saint-Amand-Montrond et toutes les communes aux alentours, ce qui représente environ 96 000 habitants. Des deux côtés de cette ligne de démarcation, il est très difficile de survivre, de communiquer, de circuler car c'est logiquement une zone très surveillée. Cependant c'est aussi dans cette zone tout autour de la ligne de démarcation et de la rivière le Cher que sont présents le plus grand nombre de résistants au kilomètre carré. En effet on dénombre 40 réseaux de résistance rien que dans le département du Cher.
Des mouvements de résistance ont été créés, principalement au nord, à partir de 1943. Voici les trois plus importants :
- le groupe Vengeance (Résistance française), dirigé par Camille Leral (marchand de vélo de son vrai métier). Ce groupe comptait environ 200 personnes et était implanté à Bourges, Vierzon, Mehun-sur-Yèvre et Sancerre ;
- le groupe Libération-Nord, dirigé par Andrés Pontoizeau, implanté sur Bourges et la Vallée de la Sauldre ;
- le groupe Libération-Sud.

Une organisation nommé l'organisation des Mains coordonnait tous les actes de résistance en envoyant cinq hommes dans chaque groupe de résistance, pour surveiller et envoyer des informations à Londres.
Tous ces groupes de résistance avaient comme objectifs de contrarier les plans allemands avec des actions de sabotage, des parachutages, embuscades, attaques de convois (notamment avec le déraillement d'un train à Marmagne, ou à Saint-Doulchard et Fenestrelay), champs de mines (avec le 14 août 1943 l'attentat manqué sur Pierre Paoli) et tout cela avec l'aide des Forces françaises libres (FFL) œuvrant depuis l'Angleterre sous l'impulsion du Général de Gaulle. Les maires des communes du département ont eux aussi eu de l'importance pour la résistance berrichonne car certains ont délivré des faux-papiers pour éviter aux habitants de leurs communes d'êtres déportés notamment pour servir le Service de Travail Obligatoire (STO), en activité à partir de février 1943 à Bourges.
Afin de stopper les activités de la résistance, l'occupant va tout d'abord essayer de ralentir les activités du groupement Libération-Sud en procédant à neuf arrestations durant le mois d'août 1943. Ces neuf résistants sont ensuite déportés dans les différents camps nazis. Le groupement Libération-Nord a lui aussi été victime des nazis : vingt personnes sont arrêtées en septembre 1943 et également déportées dans les camps. Entre janvier et avril 1944, 69 arrestations sont réalisées contre l'action du groupe Vengeance, certains sont fusillés sur place (fusillés de Montifault) et d'autre déporté dans les camps de concentration et les camps d'extermination.
Roger Thevenot, chef départemental de la Milice française pour la zone nord du Cher, sera abattu de 4 coups de revolver par un homme en bicyclette en plein après midi à l'angle de la rue Calvin et le boulevard de la République le 8 août 1944 sur l’ordre du commandant Colomb — Arnaud de Vogüé, chef des FFI du Cher-Nord.
Roger Thevenot aura aidé dans ses basses besognes pour le Massacre des puits de Guerry.
Lors de la libération le 6 septembre 1944, le bilan humain est très lourd pour le département du Cher : 699 personnes ont été déportées et dont 414 ne reviendront pas, 200 résistants et civils ont été directement exécutés sur le territoire Français, 172 hommes et femmes des Forces françaises de l'intérieur (FFI) sont morts lors des combats de la libération.

## Une répression allemande et vichyste de plus en plus présente

### La Gestapo
La Gestapo arrive à Bourges en 1942. Elle s'installe près de la cathédrale, la Feldkommantur, rue Michel de Bourges à partir de 1942, sous les ordres du SS Eric Hasse. Elle comporte une quinzaine de soldats allemands mais aussi des auxiliaires français comme Pierre Paoli et Roger Picault. Elle traque les résistants, les communistes et les juifs à l'aide de la Feldgendarmerie. Elle procède à de très nombreuses arrestations dans le département, torture, déporte en Allemagne et aussi exécute. 699 personnes du Cher sont déportées en Allemagne et 414 ne sont pas rentrées.
Les lieux de la répression à Bourges sont la prison du Bordiot et le sous-sol du local de la Gestapo mais il peut s'agir également de lieux d'exécution des prisonniers comme au lieu-dit Montifaut ou au camp des Bigarelles. 

### Les fusillés de Montifaut
Montifaut est un lieu-dit faisant partie de la commune de Saint-Germain-du-Puy, près de Fenestrelay, à quelques kilomètres de Bourges. Ce lieu comportait autrefois un château qui appartenait à la famille Casanova puis à la famille Degadeaux, et qui fut détruit en partie en 1919. De 1940 à 1944, les Allemands stockèrent des munitions dans les caves, seules parties restantes de ce château.
Montifaut est également le lieu où furent exécutés par les Feldgendarmes ou soldats de la Wehrmacht les prisonniers condamnés à mort par le tribunal allemand de Bourges. Ils étaient extraits très tôt le matin de la prison du Bordiot pour y être conduits.
À Montifaut ont ainsi été exécutées 41 personnes dont 6 en 1942, 21 en 1943 et 14 en 1944. Parmi ces dernières on retrouve les 9 membres du maquis FTP d'Ivoy-le-Pré arrêtés en septembre 1943, exécutés le 23 novembre 1943.
| Date       | Noms                | Age | Raison de l'arrestation |
| 11/04/1942 | Jules Plançon       | 52  | Détention illégale d'arme à feu: fusil de chasse et munitions                                                                            |
| 09/05/1942 | Jacques Masse       | 22  | Vierzonnais arrêté pour distribution de tracts PCF                                                                                       |
| 09/05/1942 | Jean Lothe          | 22  | Vierzonnais arrêté pour distribution de tracts PCF                                                                                       |
| 11/05/1942 | Albert Girouille    | 28  | Détention illégale d'armes à feu : fusil de chasse                                                                                       |
| 11/05/1942 | Paul Novara         | 25  | Polonais incorporé dans la Wehrmacht, membre du peloton d’exécution, refusa de tirer sur Girouille. Fusillé et inhumé à côté de celui-ci |
| 03/06/1942 | Alphonse Vernin     | 50  | Détention illégale d'arme à feu et de munitions (dont 2 fusil de guerre, 2 pistolets et 250 cartouches) ou FTP                           |
| 13/08/1943 | Charles Tournant    | 48  | Détention d'armes de guerre |
| 07/10/1943 | Marcel Guillemet    | 39  | Membre de Libération-Sud de Saint-Armand et Sancoins, arrêté après les parachutages de juillet 1943                                      |
| 07/10/1943 | Paulin Pecqueux     | 31  | membre de Libération-Sud de Saint-Armand et Sancoins, arrêté après les parachutages de juillet 1943                                      |
| 07/10/1943 | Maurice Lucas       | 30  | membre de Libération-Sud de Saint-Armand et Sancoins, arrêté après les parachutages de juillet 1943                                      |
| 07/10/1943 | Emile Rozet         | 57  | membre de Libération-Sud de Saint-Armand et Sancoins, arrêté après les parachutages de juillet 1943                                      |
| 07/10/1943 | Maurice Tapissier   | 29  | membre de Libération-Sud de Saint-Armand et Sancoins, arrêté après les parachutages de juillet 1943                                      |
| 07/10/1943 | Robert Lagarde      | 29  | membre de Libération-Sud de Saint-Armand et Sancoins, arrêté après les parachutages de juillet 1943                                      |
| 07/10/1943 | Goerges Rollin      | 37  | membre de Libération-Sud de Saint-Armand et Sancoins, arrêté après les parachutages de juillet 1943                                      |
| 07/10/1943 | Fernand Duruisseeau | 56  | membre de Libération-Sud de Saint-Armand et Sancoins, arrêté après les parachutages de juillet 1943                                      |
| 07/10/1943 | Alfred Clément      | 30  | membre de Libération-Sud de Saint-Armand et Sancoins, arrêté après les parachutages de juillet 1943                                      |
| 18/11/1943 | Robert Legeay       | 19  | Détention d'armes, de munitions et de grenades                                                                                           |
| 18/11/1943 | Jean Jaguin         | 17  | Détention d'armes, de munitions et de grenades                                                                                           |
| 23/11/1943 | Michel Pluquet      | 18  | Membre du maquis FTPE d'Ivoy-le-Pré, arrêté en septembre 1943                                                                            |
| 23/11/1943 | Roger Malnich       | 34  | Membre du maquis FTPE d'Ivoy-le-Pré, arrêté en septembre 1943                                                                            |
| 23/11/1943 | Julien Guillaume    | 22  | Membre du maquis FTPE d'Ivoy-le-Pré, arrêté en septembre 1943                                                                            |
| 23/11/1943 | Eugene Goesse       | 19  | Membre du maquis FTPE d'Ivoy-le-Pré, arrêté en septembre 1943                                                                            |
| 23/11/1943 | André Schulpen      | 17  | Membre du maquis FTPE d'Ivoy-le-Pré, arrêté en septembre 1943                                                                            |
| 23/11/1943 | Goerges Roger       | 21  | Membre du maquis FTPE d'Ivoy-le-Pré, arrêté en septembre 1943                                                                            |
| 23/11/1943 | Gabriel Dordain     | 39  | Membre du maquis FTPE d'Ivoy-le-Pré, arrêté en septembre 1943                                                                            |
| 23/11/1943 | Raymond Sardan      | 20  | Membre du maquis FTPE d'Ivoy-le-Pré, arrêté en septembre 1943                                                                            |
| 23/11/1943 | Eugène Poulard      | 32  | Membre du maquis FTPE d'Yvoy-le-Pré, arrêté en septembre 1943                                                                            |
| 01/03/1944 | René Rene           | 20  | Cambriolage(armé) de la mairie, arrêté à Cours-les-Barres                                                                                |
| 13/05/1944 | Bernard Clercy      | 21  | Incident de Thauvenay |
| 20/05/1944 | Alexandre Moreau    | 19  | Vol et attentat, arrêté à Marseilles-lès-Aubigny                                                                                         |
| 20/05/1944 | Gaston Roy          | 22  | Arrêté à Jouet-sur-l'Aubois |
| 20/05/1944 | Pierre Martinet     | 21  | Arrêté à Jouet-sur-l'Aubois |
| 16/06/1944 | Emile Veillard      | 55  | Membre d'un petit groupe de jeunes pris en possession d'une mitraillette (posé sur un talus pendant qu'ils réparaient une bicyclette)    |
| 16/06/1944 | Albert Dupuis       | 19  | Membre d'un petit groupe de jeunes pris en possession d'une mitraillette (posé sur un talus pendant qu'ils réparaient une bicyclette)    |
| 16/06/1944 | Marceau Auger       | 20  | Membre d'un petit groupe de jeunes pris en possession d'une mitraillette (posé sur un talus pendant qu'ils réparaient une bicyclette)    |
| 16/06/1944 | Jean Chatellet      | 20  | Membre d'un petit groupe de jeunes pris en possession d'une mitraillette (posé sur un talus pendant qu'ils réparaient une bicyclette)    |
| 16/06/1944 | Albert Letourneux   | 20  | Membre d'un petit groupe de jeunes pris en possession d'une mitraillette (posé sur un talus pendant qu'ils réparaient une bicyclette)    |
| 16/06/1944 | Robert Lemonnier    | 19  | Membre d'un petit groupe de jeunes pris en possession d'une mitraillette (posé sur un talus pendant qu'ils réparaient une bicyclette)    |
| 11/07/1944 | André Senée         | 23  | Membre du maquis de Souesmes |
| 11/07/1944 | François Chevanon   | 16  | Membre du maquis de Souesmes |
| 11/07/1944 | Raoul Courtat       | 36  | Membre du maquis de Souesmes |

Source : m2navarre.net

### Le camp des Bigarelles
Dans la nuit du 22 au 23 juin 1941, l'armée allemande présente dans le Cher lance une offensive contre certains résistants et communistes résidant à Bourges ou à Vierzon. Ces derniers sont arrêtés et enfermés dans la prison du Bordiot. Mais cette prison se révèle trop petite pour accueillir l'ensemble des détenus. L'armée allemande va alors interner les prisonniers dans un ancien camp militaire des quartiers nord de Bourges, le camp des Bigarelles. Certains détenus seront fusillés sur place et d'autres déportés vers des camps de concentration.

## La déportation à Bourges et dans le Cher
Le département du Cher a vécu au rythme de la ligne de démarcation et de la Résistance durant les années d'occupation (1940-1944).
Bourges étant en zone occupée, les Juifs sont alors arrêtés par les Allemands et emprisonnés dans la prison du Bordiot où ils resteront peu de temps pour être transférés vers les antichambres d'Auschwitz que sont les camps de Beaune-la-Rolande ou Pithiviers.
C'est ainsi qu'entre le 7 janvier 1942 et le 24 mai 1943, 187 Juifs étrangers sont convoyés par les gendarmes du Cher vers Pithiviers et le 29 vers Beaune-la-Rolande.
Durant l'occupation 36 personnes sont cruellement massacrées aux puits de Guerry les 24, 26 juillet et 8 août 1944 un des gros massacres de l'année 1944 avec celui du Massacre de Tulle du Massacre d'Argenton-sur-Creuse et du Massacre d'Oradour-sur-Glane par cette même division qui était la 2e division SS Das Reich sous les ordres du général Heinz Lammerding qui dépend du haut dignitaire du Troisième Reich Heinrich Himmler. Le 24 juillet 1944, faute de place dans les trains pour les camps, 26 hommes sont emmenés par Paoli et un milicien dans une camionnette direction Savigny-en-Septaine. Ils sont ensuite jetés vivants dans les puits de Guerry (une ferme à l’extérieur du village) avec des pierres et des blocs de ciment. Ils vont réitérer ces crimes le 26 juillet avec trois hommes. Le 8 août, c’est huit femmes qui prennent la direction des puits de Guerry. Elles sont d’abord exécutées d’une balle dans la tête puis jetées dans les puits. Il y a donc 36 victimes, et un seul homme survit, réussissant à s’échapper avant d’être jeté dans un des puits. Les corps ne sont découverts que le 9 octobre. Pierre Paoli sera l’un des principaux accusés pour ces crimes qui représentent encore aujourd’hui l’horreur de la Shoah dans le Cher.
Selon les travaux du Comité d'histoire de la Seconde Guerre mondiale, il y a eu 206 Juifs (hommes, femmes et enfants y compris des bébés) arrêtés dans le Cher et déportés. Ces personnes ont été arrêtées essentiellement à partir de juillet 1942 et en 1943. Parmi ces 206, 167 l'ont été lors d'une tentative de franchissement de la ligne de démarcation.

## Libération
Le 6 septembre 1944, la capitale berrichonne est libérée notamment par le chef des Forces Françaises de l’Intérieur du Cher, Arnaud de Vogüë (dit « colonel Colomb »). Les troupes allemandes s'en vont et les résistants reprennent la ville,.